# 핵황달

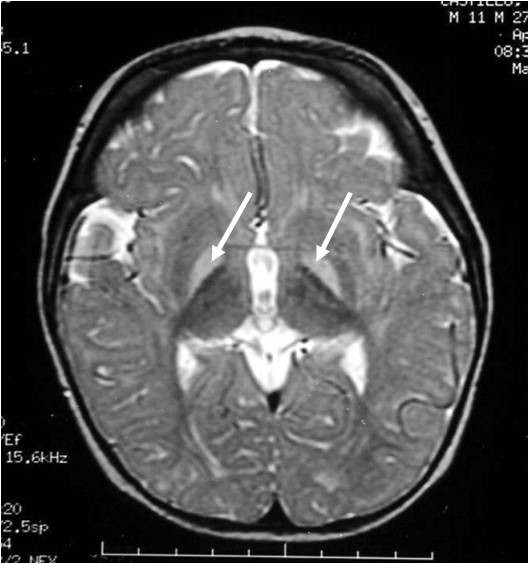

핵황달은 빌리루빈 유도의 뇌 기능장애이다. 영어로 Kernicterus라고 하는데 이 용어는 1904년 Schmorl에 의해 만들어졌다. 빌리루빈은 인간과 수많은 기타 동물의 몸에서 자연스럽게 발생하는 물질이지만 혈액의 농도가 너무 높을 때(고빌리루빈혈증) 신경독으로 작용한다. 고빌리루빈혈증은 빌리루빈이 중추신경계통의 회백질에 쌓이도록 만들 수 있으며 잠재적으로 돌이킬 수 없는 신경학적 손상을 일으키게 된다. 노출의 정도에 따라 이 영향은 임상적으로 눈치를 채지 못하는 정도에서부터 심각한 뇌손상, 심지어는 사망에 이를 수 있다.
고빌리루빈혈증이 중간 수준으로 증가하면 황달을 일으켜 핵황달로 진척되는 위험을 증가시킨다.